# 細谷めぐみ
細谷 めぐみ（ほそや めぐみ、1987年2月15日 - ）は、九州朝日放送（KBC）のアナウンサー。北海道生まれ、東京都葛飾区出身。

## 人物
江戸川女子高等学校・成城大学文芸学部卒業後に入社。
2016年12月に婚姻届を提出し、2017年4月29日に挙式。
同年11月、「環境特番『水と緑の物語』ナレーション」で第16回ANNアナウンサー賞大賞を受賞した。
2020年7月18日、第1子の妊娠と、それに伴い同年8月から産休入りすることを『めぐみのラジオ』と自身のXでそれぞれ報告。同年10月12日に第1子となる長男を出産し、2021年10月に産休から復帰。
2023年2月15日、第2子の妊娠と、それに伴い同年4月から産休入りすることを自身のXで報告。その後、2024年4月に2度目の産休から復帰。

## 担当番組

### 産休後現在

#### テレビ
- アサデス。7
  - 2021年10月7日 - 2022年3月30日は木曜、同年4月4日 - 2023年3月28日は、月曜 - 水曜を担当。また、2024年4月 - 12月は水曜日の「キッザニア子どもニュース」を担当。
- KBCニュース
- シリタカ!（2022年12月9日 - 2023年3月31日）- 金曜ニュース担当
- ぎゅっと（2025年1月6日 - ）- 月曜 - 木曜MC

#### ラジオ
- アサデス。ラジオ（月曜日から水曜日の「ブランチ」は2021年10月4日 - 2022年3月16日、月曜バディとしては2024年4月1日 - 12月23日）
- ぼる部屋のご近所（2021年10月6日 - ）- MC
- PAO～N（2022年4月7日 - 2023年3月30日）- 木曜パーソナリティ
- KBC朝日新聞ニュース

### 産休前

#### テレビ
- シリタカ! ニュース担当（2018年4月2日 - 2020年7月31日）
- ドォーモ MC（2010年4月 - 2012年12月）
- アサデス。KBC　木曜ニュース担当（2009年度下半期）
- 走れ!山笠（2013年 - 2017年7月15日）- 進行担当
- スーパーJチャンネル九州・沖縄（2013年1月 - 2018年3月30日）
- KBCニュースピア（2013年1月 - 2018年3月30日）

#### ラジオ
- 小林徹夫のアサデス。ラジオ - 2019年度は金曜、2020年度は火曜パートナー
- めぐみのラジオ（MC、2020年4月4日 - 7月25日）